# Noemí Simonetto de Portela
Noemí Simonetto de Portela (Buenos Aires, 1 februari 1926 – 20 februari 2011) was een Argentijnse atlete, die voornamelijk actief was in het verspringen.
Simonetto de Portela vertegenwoordigde haar land op de Olympische Spelen van 1948 in Londen bij het verspringen, hordelopen en de sprint. Bij het verspringen veroverde ze het zilver met een sprong van 5,60 m, slechts negen centimeter achter de gouden sprong van de Hongaarse Olga Gyarmati. Op de twee andere onderdelen sneuvelde ze in de kwalificatieronde.
In de jaren 1941, 1943, 1945 en 1947 won ze in totaal zeventien medailles (waarvan elf gouden) op de Zuid-Amerikaanse kampioenschappen.

## Titels
- Zuid-Amerikaans kampioene 100 m - 1943, 1947
- Zuid-Amerikaans kampioene 80 m horden - 1945, 1947
- Zuid-Amerikaans kampioen verspringen - 1943, 1945, 1947

## Persoonlijke recorde
| Onderdeel   | Prestatie | Jaar |
| ----------- | --------- | ---- |
| 100 m       | 12,2 s    | 1947 |
| 80 m horden | 11,5 s    | 1944 |
| verspringen | 5,76 m    | 1945 |

## Palmares

### 100 m
- 1943:  Zuid-Amerikaanse kamp. - 12,4 s
- 1945:  Zuid-Amerikaanse kamp. - 12,5 s
- 1947:  Zuid-Amerikaanse kamp. - 12,4 s

### 80 m horden
- 1945:  Zuid-Amerikaanse kamp. - 11,7 s
- 1947:  Zuid-Amerikaanse kamp. - 11,5 s

### hoogspringen
- 1941:  Zuid-Amerikaanse kamp. - 1,45 m
- 1943:  Zuid-Amerikaanse kamp. - 1,50 m
- 1945:  Zuid-Amerikaanse kamp. - 1,50 m
- 1947:  Zuid-Amerikaanse kamp. - 1,55 m

### verspringen
- 1941:  Zuid-Amerikaanse kamp. - 4,96 m
- 1943:  Zuid-Amerikaanse kamp. - 5,27 m
- 1945:  Zuid-Amerikaanse kamp. - 5,44 m
- 1947:  Zuid-Amerikaanse kamp. - 5,40 m
- 1948:  OS - 5,60 m